# Dallina septigera
Dallina septigera é uma espécie de braquiópode pertencente à família Dallinidae.
A autoridade científica da espécie é Lovén, tendo sido descrita no ano de 1846.
Trata-se de uma espécie presente no território português, incluindo a sua zona económica exclusiva.